# Ercolano
Ercolano là một thị trấn và comune ở tỉnh Napoli, Campania (miền nam Italia). Nó nằm ở chân phía tây của núi Vesuvius, bên Vịnh Napoli, phía đông nam của thành phố Napoli. Thị trấn thời Trung cổ Resina được xây dựng trên các vật liệu núi lửa lại bởi sự phun trào của Vesuvius (năm 79) phá hủy thành phố cổ Herculaneum. Ercolano là một khu du lịch và điểm khởi đầu cho chuyến du ngoạn đến các cuộc khai quật của Herculaneum và cho cuộc đi lên núi Vesuvius bằng xe buýt. Thị xã cũng sản xuất hàng da, nút, thủy tinh, và rượu được biết đến như Lacryma Christi (nước mắt của Chúa Kitô).